# Bignoniae

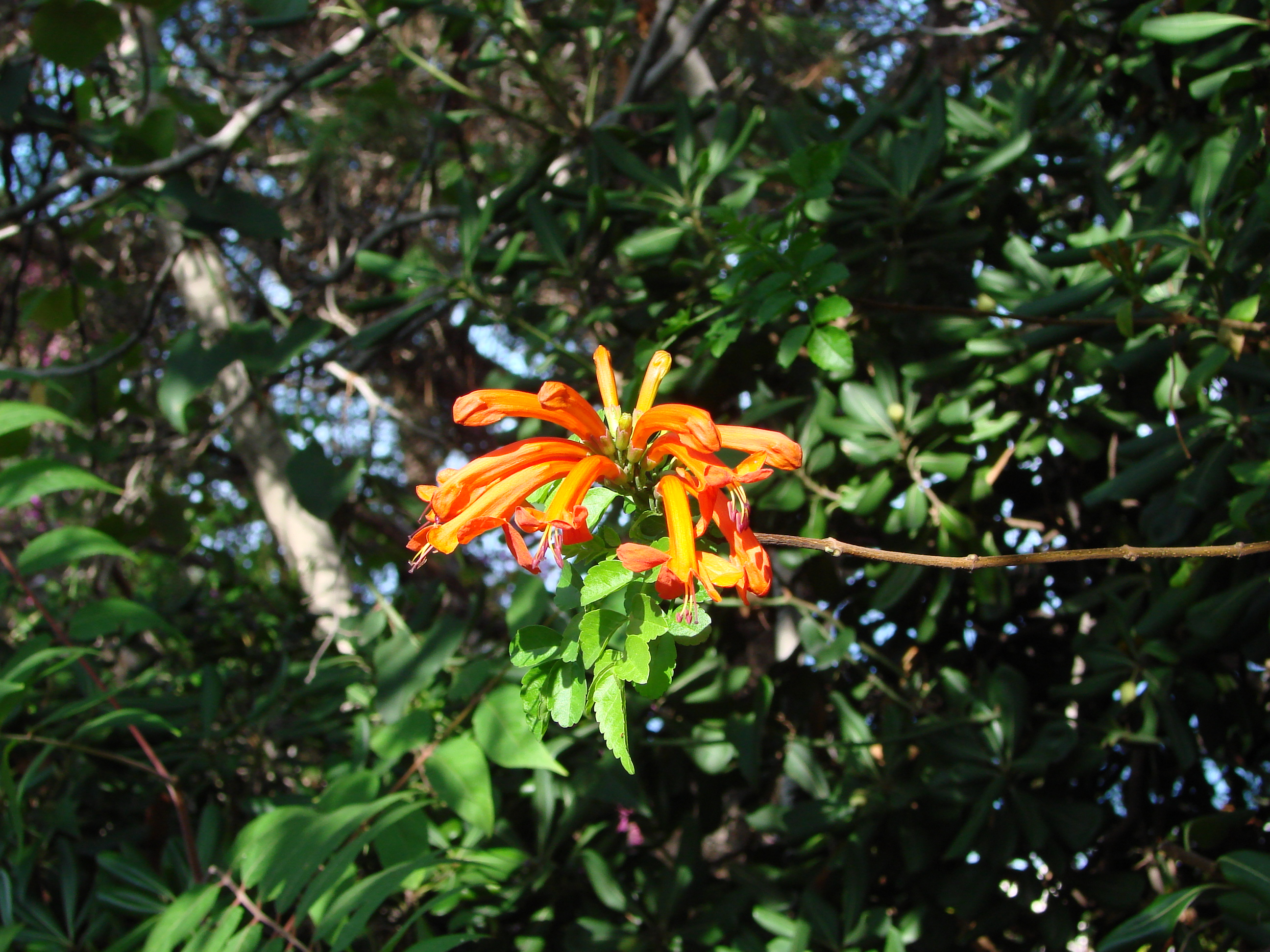
Bignonia

Bignoniae, na classificação taxonômica de Jussieu (1789), é uma ordem botânica da classe Dicotyledones, Monoclinae (flores hermafroditas ), Monopetalae ( uma pétala), com  corola hipogínica (quando a corola se insere abaixo do nível do ovário).
Apresenta os seguintes gêneros:
- Chelone, Sesamum, Incarvillea, Millingtonia, Jacaranda, Catalpa, Tecoma, Bignonia, Tourretia, Martynia, Craniolaria, Pedalium.